# Canon EOS 10D
Die Canon EOS 10D ist eine digitale Spiegelreflexkamera des japanischen Herstellers Canon, die im März 2003 in den Markt eingeführt wurde. Sie wird inzwischen nicht mehr produziert.

## Technische Merkmale
Die Kamera besitzt einen 6,3-Megapixel-CMOS-Bildsensor (3072 × 2048 Pixel) im APS-C-Format. Der Formatfaktor beträgt 1,6. An die Kamera passen Objektive verschiedener Hersteller mit Canon-EF-Bajonett. Das Gehäuse besteht aus Magnesium. Intern arbeitet die Kamera mit einem DIGIC-Prozessor.